# Los pitufos tienen hambre
Los pitufos tienen hambre (en el francés original La faim des Schtroumpfs) es la quinta historieta de la serie Los Pitufos, escrita y dibujada por Peyo para su publicación en 1961.

## Trayectoria editorial
Se publicó por primera vez en 1961 con el n.º 1235 de la revista Spirou, como parte de la colección de minirrelatos incluidos en la revista hasta 1975.
Cinco años después, se serializó entre los números 1496 a 1500 de dicha revista.
En 1967 se incluyó en un álbum recopilatorio junto a La pitufina, siendo esta última quien daba título al mismo.
En España, fue publicada por:
- Argos, como parte del álbum La pitufita, de 1969;
- Bruguera, en el álbum La pitufita, de 1979, y tres años después de forma seriada en los números 45 a 47 de la revista "Pulgarcito";
- Planeta-DeAgostini en 2006, en el álbum titulado La pitufina.

## Argumento
En otoño, los pitufos almacenan provisiones para el invierno. Llega el invierno y los pitufos se divierten con la nieve hasta que ocurre un incendio en el almacén de víveres.
Los pitufos pasan hambre durante varios días hasta que el Gran Pitufo toma la decisión de abandonar entre todos la Aldea Pitufa. Comienza entonces un largo calvario, luchando contra el cansancio, la tempestad y, sobre todo, ¡el hambre!
Finalmente, cierta mañana, encuentran un castillo humano, pero aparentemente está deshabitado hasta que los pitufos encuentran al dueño del castillo, que está arruinado y por eso sus amigos y sirvientes lo abandonaron. Cuando el Gran Pitufo le pregunta si no tiene nada que comer, el dueño del castillo les dice que puede haber pan en la cocina.
Los pitufos hallan el pan en la cocina, pero una rata lo roba y los pitufos la persiguen por una serie de túneles hasta que accidentalmente encuentran un tesoro que le llevan al señor del castillo. Él les ofrece devolverles la mitad del tesoro, pero lo único que necesitan los pitufos son provisiones para el invierno, así que el señor del castillo ofrece comprar todas las provisiones que deseen.
Días más tarde, los Pitufos vuelven a la aldea con sacos cargados de provisiones... y hasta hay uno que se siente un poco mal por haber comido en exceso estos últimos días.